# Новосельцевский сельсовет (Тамбовская область)
Новосельцевский сельсовет — сельское поселение в Тамбовском районе Тамбовской области Российской Федерации.
Административный центр — село Новосельцево.

## История
Статус и границы сельского поселения установлены Законом Тамбовской области от 17 сентября 2004 года № 232-З «Об установлении границ и определении места нахождения представительных органов муниципальных образований в Тамбовской области».

## Население
| 2010  | 2012  | 2013  | 2014  | 2015  | 2016  | 2017  |
| ----- | ----- | ----- | ----- | ----- | ----- | ----- |
| 836   | ↗1224 | ↘1203 | ↘1168 | ↘1161 | ↘1137 | ↘1130 |
| 2018  | 2019  | 2020  | 2021  |       |       |       |
| ↘1112 | ↘1085 | ↘1071 | ↗1205 |       |       |       |

## Состав сельского поселения
| №  | Населённый пункт | Тип населённого пункта       | Население |
| -- | ---------------- | ---------------------------- | --------- |
| 1  | Глинкины         | деревня                      | 42        |
| 2  | Елагино          | деревня                      | 8         |
| 3  | Коломлино        | деревня                      | 70        |
| 4  | Корцево          | деревня                      | 8         |
| 5  | Красноселье      | село                         | 6         |
| 6  | Криуша           | деревня                      | 16        |
| 7  | Кугушево         | деревня                      | ↘138      |
| 8  | Куньи-Липяги     | деревня                      | 37        |
| 9  | Малые Озёрки     | деревня                      | 19        |
| 10 | Новосельцево     | село, административный центр | ↗510      |
| 11 | Озёрки           | деревня                      | 57        |
| 12 | Поповка          | деревня                      | ↘288      |
| 13 | Светчино         | деревня                      | 30        |
| 14 | Смеловка         | деревня                      | 9         |